# Parabopyrella incisa
Parabopyrella incisa är en kräftdjursart som först beskrevs av M. Bourdon1982.  Parabopyrella incisa ingår i släktet Parabopyrella och familjen Bopyridae. Inga underarter finns listade i Catalogue of Life.